# Estación de Dublín Heuston
Dublin Heuston, conocida popularmente como Heuston Station (en irlandés: Stáisiún Heuston), es una de las principales estaciones de ferrocarril de la República de Irlanda y se encuentra en Dublín, y sirve al sur, suroeste y oeste del país. Es operada por Iarnród Éireann (IE), la empresa nacional de ferrocarriles, y es sede de Córas Iompair Éireann (CIÉ). La otra gran estación de la capital es Dublin Connolly.

## Historia
La estación se inauguró el 4 de agosto de 1846 como terminal y sede de la Great Southern and Western Railway (GS&WR). Originalmente fue llamada estación Kingsbridge por el cercano Kings Bridge (el puente de los Reyes) sobre el río Liffey, pero fue rebautizado en 1966 por Sean Heuston, un líder del Alzamiento de Pascua que había trabajado en las oficinas de la estación.